# Internacia Junulara Semajno
De Internationale Jongerenweek of Internacia Junulara Semajno, (meestal afgekort tot IJS; dan uitgesproken als [ie-joh-soh]), is een Esperanto-bijeenkomst die elk jaar in Hongarije georganiseerd wordt door de Hongaarse Esperanto-Jongerenvereniging. Het programma bestaat vooral uit amusement: spellen, sport, excursies, danscursussen en een gala.
Het IJS door de jaren heen:
- 18e IJS: 2005	in Vác
- 17e IJS: 2004 in Miskolc
- 16e IJS: 2003 in Győr
- 15e IJS: 2002 in Székesfehérvár
- 14e IJS: 2001 in Szombathely
- 13e IJS: 2000 in Nyíregyháza
- In 1999 vond het Internationaal JongerenCongres in Hongarije plaats en werd er geen IJS georganiseerd.
- 12e IJS: 1998 in Kecskemét
- 11e IJS: 1997 in Pécs
- 10e IJS: 1996 in Eger
- 9e IJS: 1995 in Tata
- 8e IJS: 1994 in Kőszeg
- 7e IJS: 1993 in Mikosszéplak